# Derthona Basket 2022-2023
Questa voce raccoglie le informazioni riguardanti il Derthona Basket nelle competizioni ufficiali della stagione 2022-2023.

## Stagione
La stagione 2022-2023 dell' A.S. Dil. Pol. Derthona Basket, Bertram Yachts Derthona per ragione di sponsorizzazioni, è la 2ª nel massimo campionato italiano di pallacanestro, la Serie A.
Per la composizione del roster si decise di confermare la scelta della formula con 6 giocatori stranieri senza vincoli.

## Organigramma societario
Dal sito internet della società.
Area dirigenziale
- Presidente: Marco Picchi
- Vice presidente: Stefano Orsi
- Vice presidente: Roberto Tava
- Amministratore delegato: Ferencz Bartocci
- Direttore sportivo: Vittorio Perticarini
- Segretaria: Francesca Piva
- Addetto stampa: Massimo Mattacheo
- Responsabile settore giovanile: Paolo De Persis

Area tecnica
- Allenatore: Marco Ramondino
- Vice allenatore: Massimo Galli
- Assistente allenatore: Gianmarco Di Matteo
- Assistente allenatore: Vanni Talpo
- Preparatore atletico: Andrea Baldi
- Preparatore atletico: Francesco Murru
- Medico sociale: Pia Camagna

## Roster
Aggiornato al 21 gennaio 2023.
| Bertram Yachts Derthona Basket Tortona 2022–23 | Bertram Yachts Derthona Basket Tortona 2022–23 |
| Giocatori                                      | Staff tecnico                                  |
| ---------------------------------------------- | ---------------------------------------------- |

| N. | Naz.                                       | Ruolo | Nome                    | Anno | Alt.   | Peso   |  |
| -- | ------------------------------------------ | ----- | ----------------------- | ---- | ------ | ------ |  |
| 0  | Stati Uniti (bandiera)                     | P     | Semaj Christon          | 1992 | 191 cm | 86 kg  |  |
| 1  | Stati Uniti (bandiera) · Italia (bandiera) | C     | Chris Mortellaro        | 1982 | 208 cm | 105 kg |  |
| 4  | Italia (bandiera)                          | PG    | Nicholas Errica         | 2005 | 191 cm | 72 kg  |  |
| 5  | Stati Uniti (bandiera)                     | P     | Cameron Hunt            | 1997 | 192 cm | 85 kg  |  |
| 7  | Italia (bandiera)                          | G     | Leonardo Candi          | 1997 | 190 cm | 86 kg  |  |
| 8  | Italia (bandiera)                          | P     | Riccardo Tavernelli (C) | 1991 | 188 cm | 82 kg  |  |
| 9  | Serbia (bandiera)                          | G     | Dimitrije Jankovic      | 2004 |        |        |  |
| 10 | Slovenia (bandiera)                        | A     | Mitja Nikolić           | 1991 | 200 cm | 90 kg  |  |
| 12 | Argentina (bandiera) · Italia (bandiera)   | G     | Ariel Filloy            | 1987 | 190 cm | 85 kg  |  |
| 20 | Italia (bandiera)                          | AG    | Luca Severini           | 1996 | 204 cm | 92 kg  |  |
| 21 | Stati Uniti (bandiera) · Italia (bandiera) | AG    | Grant Basile            | 2000 | 204 cm | 105 kg |  |
| 22 | Stati Uniti (bandiera)                     | G     | Demonte Harper          | 1989 | 193 cm | 98 kg  |  |
| 24 | Stati Uniti (bandiera)                     | AG    | Mike Daum               | 1995 | 205 cm | 107 kg |  |
| 30 | Stati Uniti (bandiera)                     | C     | Tyler Cain              | 1988 | 205 cm | 107 kg |  |
| 43 | Croazia (bandiera)                         | C     | Leon Radošević          | 1990 | 208 cm | 112 kg |  |
| 55 | Stati Uniti (bandiera)                     | G     | J.P. Macura             | 1995 | 196 cm | 93 kg  |  |
| 75 | Italia (bandiera)                          | AP    | Niccolò Filoni          | 2001 | 196 cm | 88 kg  |  |
| -  | Italia (bandiera)                          | P     | Lorenzo Baldi           | 2005 | 183 cm |        |  |

| Allenatore |
| - Marco Ramondino |
| Assistente/i |
| - Massimo Galli (vice) - Gianmarco Di Matteo - Vanni Talpo Legenda - (C) Capitano - (IN) Inattivo - Infortunato Roster |

## Mercato

### Sessione estiva
| Acquisti | Acquisti       | Acquisti          | Acquisti      | Acquisti |
| R.a      | Nome           | da                | Modalità      |          |
| -------- | -------------- | ----------------- | ------------- | -------- |
| P        | Semaj Christon | Ulma              | svincolato    |          |
| G        | Leonardo Candi | Pall. Reggiana    | svincolato    |          |
| G        | Demonte Harper | Limoges CSP       | svincolato    |          |
| AP       | Niccolò Filoni | Kleb Ferrara      | svincolato    |          |
| C        | Leonardo Okeke | Monferrato Basket | fine prestito |          |
| C        | Leon Radošević | Bayern Monaco     | svincolato    |          |

| Cessioni | Cessioni          | Cessioni            | Cessioni       | Cessioni |
| R.       | Nome              | a                   | Modalità       |          |
| -------- | ----------------- | ------------------- | -------------- | -------- |
| P        | Chris Wright      | Dor. de Chihuahua   | fine contratto |          |
| P        | Elvar Friðriksson | Rytas Vilnius       | fine contratto |          |
| G        | Bruno Mascolo     | N.B. Brindisi       | fine contratto |          |
| AP       | Jamarr Sanders    | Strasburgo          | fine contratto |          |
| A        | Ognjen Miljkovic  | Pol. Sala Consilina | prestito       |          |
| AC       | Jalen Cannon      | Vanoli Cremona      | fine contratto |          |
| C        | Riccardo Cattapan | Free agent          | fine contratto |          |
| C        | Leonardo Okeke    | Olimpia Milano      | definitivo     |          |

### Dopo l'inizio della stagione
| Acquisti | Acquisti      | Acquisti          | Acquisti       | Acquisti   |
| R.       | Nome          | da                | Data           | Modalità   |
| -------- | ------------- | ----------------- | -------------- | ---------- |
| A        | Mitja Nikolić | Free agent        | 24 marzo 2023  | svincolato |
| AG       | Grant Basile  | Virg. Tech Hokies | 14 aprile 2023 | svincolato |
| P        | Cameron Hunt  | Würzburg Baskets  | 8 maggio 2023  | svincolato |

| Cessioni | Cessioni | Cessioni | Cessioni | Cessioni |
| R.       | Nome     | a        | Data     | Modalità |
| -------- | -------- | -------- | -------- | -------- |

## Statistiche

### Statistiche di squadra
| Competizione        | G  | V  | P  | Pt   | 2PT  | 3PT  | TL   | Rimbalzi | Rimbalzi | Rimbalzi | Stop | Palle | Palle | Ass  |
| Competizione        | G  | V  | P  | Pt   | 2PT  | 3PT  | TL   | Off      | Dif      | Tot      | Stop | Perse | Rec.  | Ass  |
| ------------------- | -- | -- | -- | ---- | ---- | ---- | ---- | -------- | -------- | -------- | ---- | ----- | ----- | ---- |
| LBA Serie A         | 30 | 18 | 12 | 80.2 | 51.9 | 34.3 | 76.3 | 9.3      | 27.6     | 36.8     | 2.3  | 10.8  | 6.5   | 17.2 |
| Playoff             | 7  | 3  | 4  | 77.4 | 48.1 | 30.9 | 73.8 | 11       | 25       | 36       | 2.7  | 11.4  | 8     | 14.3 |
| Supercoppa Italiana | 1  | 0  | 1  | 83   | 41.7 | 31   | 83.9 | 13       | 24       | 37       | 0    | 11    | 6     | 15   |
| Coppa Italia        | 2  | 1  | 1  | 69.5 | 45.8 | 30.8 | 73.5 | 10.5     | 28       | 38.5     | 2.5  | 13.5  | 7.5   | 16.5 |
| Totale              | 40 | 22 | 18 | 77.5 | 47   | 31.8 | 78   | 10.9     | 26.1     | 37.1     | 1.9  | 11.7  | 7     | 15.7 |

### Andamento in campionato
| Giornata  | 1 | 2 | 3 | 4 | 5 | 6 | 7 | 8 | 9 | 10 | 11 | 12 | 13 | 14 | 15 | 16 | 17 | 18 | 19 | 20 | 21 | 22 | 23 | 24 | 25 | 26 | 27 | 28 | 29 | 30 |
| --------- | - | - | - | - | - | - | - | - | - | -- | -- | -- | -- | -- | -- | -- | -- | -- | -- | -- | -- | -- | -- | -- | -- | -- | -- | -- | -- | -- |
| Luogo     | C | T | C | T | C | T | T | C | T | C  | T  | C  | T  | C  | T  | C  | T  | C  | C  | T  | C  | T  | T  | C  | T  | C  | C  | T  | C  | T  |
| Risultato | V | V | V | V | V | P | P | V | V | P  | V  | P  | V  | V  | P  | V  | V  | V  | V  | P  | V  | V  | P  | V  | P  | P  | V  | P  | P  | P  |
| Posizione | 2 | 2 | 2 | 2 | 2 | 2 | 3 | 3 | 3 | 3  | 3  | 3  | 3  | 3  | 3  | 3  | 3  | 3  | 3  | 3  | 3  | 3  | 3  | 3  | 3  | 3  | 3  | 3  | 3  | 3  |

Fonte:  Serie A – Classifica, su legabasket.it. URL consultato il 23 aprile 2025.
Legenda:

Luogo: C = Casa; T = Trasferta. Risultato: V = Vittoria; P = Sconfitta.
- = Turno di riposo.